# Nu-Mixx Klazzics
Nu-Mixx Klazzics — первый официальный альбом ремикс Тупака Шакура, выпущенный в 2003 году лейблом Death Row Records.

## Об альбоме
Nu-Mixx Klazzics содержит треки двух альбомов — All Eyez on Me и The Don Killuminati: The 7 Day Theory, в которых изменено звучание музыки, изменены или добавлены некоторые новые фразы, и присутствуют новые гости.

## Список композиций
1. «2 of Amerikaz Most Wanted» (при участии: Crooked I)*
2. «How Do U Want It» (при участии: K-Ci & JoJo)
3. «Hail Mary» (при участии: Outlawz)
4. «Life Goes On»
5. «All Eyez on Me» (при участии: Big Syke)
6. «Heartz of Men»
7. «Toss It Up» (при участии: Danny Boy, Aaron Hall, K-Ci & JoJo)
8. «Hit ’em Up» (при участии: Outlawz)
9. «Never Had a Friend Like Me»
10. «Ambitionz Az a Ridah»

(*) Новый гость

## Позиции в чартах
| Чарт                             | Позиция |
| -------------------------------- | ------- |
| Billboard 200                    | 15      |
| Billboard Top R&B/Hip-Hop Albums | 5       |
| Billboard Top Independent Albums | 2       |